# Lukáš Vydra
Lukáš Vydra, född den 23 augusti 1973, är en tjeckisk före detta friidrottare som tävlade i medeldistanslöpning.
Vydras främsta merit är bronset på 800 meter från EM 1998 i Budapest. Han deltog på samma distans vid VM 1997 i Aten där han blev utslagen i kvartsfinalen. 

## Personliga rekord
- 800 meter - 1.44,84 från 1998